# Eco di Savonarola
L'Eco di Savonarola è il nome dato ad una rivista pubblicata a Londra in lingua italiana ed inglese la prima serie a partire dal 1847, a cura di Camillo Mapei, ex-sacerdote cattolico italiano convertito al Protestantesimo, esule in quella città. Una seconda serie è stata pubblicata sempre a Londra dal 1856 e curata da Salvatore Ferretti fino al 1862, anno del suo ritorno in Italia. Nel comitato di redazione comparivano, oltre ai nomi di Camillo Mapei e Salvatore Ferretti, quelli di Gabriele Rossetti di Vasto; Francesco Bruschi, ex cappuccino, Raffaele Ciocci, ex frate cistercense; Pietro Bacelli, ex parroco; Filippo Pistrucci; Giacinto Achilli; Niccolò Corrado; Giovanni Battista Di Menna; Angiolo Tacchella; e Sperandio Tacchella.
È lo stesso Camillo Mapei che, nel primo numero della rivista, spiega in che modo la figura di Girolamo Savonarola possa diventare una sorta di precursore del Protestantesimo italiano a contestazione dell'idea che esso sia solo "un fenomeno di importazione".
Così Salvatore Ferretti definisce, nella seconda serie, le finalità de L'Eco di Savonarola: Proclamare l'amore di Dio verso i poveri peccatori, combattere, per mezzo delle Sante Scritture, gli errori del Papismo e dell'incredulità, scuoter dal sonno gli indifferenti, edificare ed istruire i nostri fratelli, far conoscere ai cristiani d'Inghilterra l'opera del signore in Italia, e seminar pace ed unione fra tutti coloro che credono in Gesù Cristo". Il Ferretti aggiunge poi: Da ciò ne segue che L'Eco di Savonarola non è un foglio letterario, né un giornale politico-religioso, ma un periodico esclusivamente evangelico.
L'Eco di Savonarola costituisce una fonte primaria per la ricerca storiografica a diversi livelli: la storia dell'emigrazione italiana in Inghilterra nel XIX secolo; gli esuli politici e religiosi italiani del Risorgimento e le loro idee; la storia del Protestantesimo italiano; e persino sugli eventi politici e religiosi italiani di quel periodo attraverso le lettere che filtravano dall'Italia attraverso la censura papalina e borbonica.

## Collegamenti
- Scansioni della rivista su Google Books.